# Martti Nõmme
Martti Nõmme [nɣmme] (* 7. August 1993 in Võru) ist ein ehemaliger estnischer Skispringer.

## Werdegang
Nõmme begann seine internationale Laufbahn bei Junioren-Wettkämpfen im Februar 2009 im polnischen Szczyrk. Nachdem er Anfang 2010 den dritten Platz bei den Estnischen Meisterschaften in Otepää erreicht hatte, startete er in Örnsköldsvik im August erstmals im FIS Cup. Nach einem 22. und einem neunten Platz, startete er kurze Zeit später in Oslo erstmals im Skisprung-Continental-Cup, wurde aber in seinen ersten beiden Springen disqualifiziert.
Bei den Nordischen Junioren-Skiweltmeisterschaften 2011 in Otepää erreichte Nõmme den 41. Platz im Einzelwettbewerb und mit der Mannschaft Rang zehn im Teamspringen. Am 27. November 2011 gab er beim Teamspringen in Kuusamo sein Debüt im Skisprung-Weltcup. Gemeinsam mit Illimar Pärn, Siim-Tanel Sammelselg und Kaarel Nurmsalu wurde er am Ende Zwölfter. Bei den beiden folgenden Continental-Cup-Springen im finnischen Rovaniemi konnte er sich erneut nicht durchsetzen.
Im Februar 2012 sprang Nõmme bei den Nordischen Junioren-Skiweltmeisterschaften 2012 in Erzurum auf den 32. Platz. Beim folgenden Team-Weltcup in Lahti erreichte er mit der Mannschaft Rang zehn.
Im Sommer 2012 blieb Nõmme im FIS- sowie im Continental Cup ohne Erfolge. Auch beim Continental Cup im Januar 2013 in Bischofshofen verpasste er als 40. und 44. die Punkteränge deutlich. Bei den Nordischen Junioren-Skiweltmeisterschaften 2013 in Liberec konnte er sich als 29. von der Normalschanze platzieren. Vier Wochen später gehörte Nõmme zum Kader bei den Nordischen Skiweltmeisterschaften 2013 im Val di Fiemme. Nachdem er sich als 26. in der Qualifikation deutlich für das Springen von der Normalschanze qualifizieren konnte, verpasste er im Wettbewerbsdurchgang als 47. deutlich den zweiten Durchgang. Auch von der Großschanze war er als 49. nicht erfolgreich. Die Saison 2012/13 beendete er mit dem Start beim Continental Cup in Vikersund, wo er 72. und 75. wurde und erneut keine Punkte gewann. Bei der am Saisonende stattfindenden Estnischen Meisterschaft in Otepää gewann er erneut Bronze.
Am 8. Februar 2014 gewann er als 29. des Springens in Iron Mountain seine ersten beiden Punkte im Continental Cup.
Am 7. Dezember 2014 überstand Nõmme in Lillehammer zum ersten Mal die Qualifikation eines Weltcup-Springens und gab daraufhin noch am selben Tag sein Debüt in einem Weltcup-Einzelwettbewerb, nachdem er zuvor nur zwei Starts bei Mannschaftswettbewerben hatte. Er beendete das Springen als 49. Bei den Nordischen Skiweltmeisterschaften 2015 in Falun startete er in den beiden Einzelwettbewerben. Auf der Normalschanze schaffte er die Qualifikation nicht, was ihm dann aber auf der Großschanze gelang und den Wettbewerb als 48. beendete.
Beim Sommer-COC am 22. August 2015 in Kuopio erreichte er erstmals die Top Ten bei einem Continental-Cup-Springen. Am 5. September 2015 gab er sein Debüt im Sommer-Grand-Prix in Tschaikowski. Nach Platz 36 holte er am Folgetag mit Platz 30 seinen ersten Grand-Prix-Punkt. In der darauffolgenden Weltcup-Saison kam er dennoch nicht über Platz 45 von der Normalschanze in Lahti hinaus und verpasste es somit weiterhin, seine ersten Weltcuppunkte zu holen.
Im Februar 2017 nahm Nõmme an den Nordischen Skiweltmeisterschaften in Lahti teil, obwohl er in der kompletten Saison 2016/17 weder einen Weltcup-Start hatte, noch einen COC-Punkte holte. Wie bereits bei der vorherigen Austragung 2015 gelang ihm die Qualifikation für den Wettbewerb nur auf der Großschanze. Bei diesem belegte er den 44. Rang.
Am 26. November 2017 belegte er beim Weltcup-Springen in Ruka den 39. Platz, was seine bis dahin beste Weltcupplatzierung war. Im Februar 2018 nahm er in Pyeongchang zum ersten Mal an den Olympischen Winterspielen teil. Er startete bei den beiden Einzelwettbewerben und überstand auch jeweils die Qualifikation. Auf der Normalschanze belegte er den 47. Rang und auf der Großschanze wurde er 43. Im Sommer 2018 erreichte er als 29. beim Springen im japanischen Hakuba erstmals nach drei Jahren wieder Grand-Prix-Punkte.
Nach der Saison 2019/20 beendete Nõmme seine Karriere, ging aber weiterhin bei den Landesmeisterschaften an den Start. Im Juli 2021 kehrte er mit Teilnahmen an den FIS-Cup-Springen in Otepää zu den internationalen Wettbewerben zurück. Auch im Oktober 2024 startete er in dieser Wettkampfserie auf seiner Heimschanze. Dabei erreichte er als bestes Ergebnis im dritten Wettbewerb den achten Rang.

## Statistik

### Grand-Prix-Platzierungen
| Saison | Platz | Punkte |
| ------ | ----- | ------ |
| 2015   | 088.  | 001    |
| 2018   | 079.  | 002    |

### Continental-Cup-Platzierungen
| Saison  | Platz | Punkte |
| ------- | ----- | ------ |
| 2013/14 | 177.  | 002    |
| 2014/15 | 087.  | 063    |
| 2015/16 | 102.  | 036    |
| 2017/18 | 106.  | 038    |
| 2018/19 | 090.  | 056    |

### FIS-Cup-Platzierungen
| Saison  | Platz | Punkte |
| ------- | ----- | ------ |
| 2010/11 | 139.  | 038    |
| 2012/13 | 231.  | 003    |
| 2013/14 | 106.  | 053    |
| 2014/15 | 088.  | 058    |
| 2015/16 | 114.  | 036    |
| 2018/19 | 055.  | 072    |
| 2019/20 | 091.  | 041    |
| 2021/22 | 060.  | 066    |